# 前田大輔 (ラグビー選手)
前田 大輔（まえだ だいすけ、1990年10月7日 - ）は、日本の元ラグビー選手。

## プロフィール
- 大阪府吹田市出身。
- ポジションはロック(LO)。
- 身長 187cm、体重 106kg
- ニックネームはダーマエ、ジャコー。

## 略歴
2009年、早稲田摂陵高校卒業後、近畿大学に入る。
2011年、ニュージーランドへの短期留学メンバーに選ばれた。
2013年、近畿大学卒業後、神戸製鋼コベルコスティーラーズに加入。
2018年、現役を引退した。